# Bobby Campo
Bobby Campo (* 9. März 1983 als Robert Joseph Camposecco in Wheeling, West Virginia) ist ein US-amerikanischer Schauspieler. Er ist seit 2005 für Fernsehproduktionen und Kinofilme gleichermaßen tätig.

## Filmografie (Auswahl)

### Filme
- 2005: Todesschwarm 2 – Vampire Bats (Vampire Bats)
- 2006: 99: The Movie!
- 2007: Katrina
- 2009: Natürlich blond 3 – Jetzt geht’s doppelt weiter (Legally Blondes)
- 2009: Final Destination 4 (The Final Destination)
- 2011: Liebe trotzt dem Sturm (Love's Christmas Journey)
- 2011: Seance: The Summoning
- 2011: Queen
- 2012: Patti
- 2012: General Education
- 2012: The Jazz Funeral
- 2013: Eine Hochzeit zu Weihnachten (Snow Bride, Fernsehfilm)
- 2014: Starve
- 2016: Saltwater: Atomic Shark (Saltwater) (Fernsehfilm)
- 2016: My Christmas Love (Fernsehfilm)
- 2017: Sharing Christmas (Fernsehfilm)
- 2018: Nightmare Shark (Fernsehfilm)
- 2018: Unbroken: Path to Redemption
- 2018: Christmas Camp (Fernsehfilm)
- 2022: Vanished: Searching for My Sister (Fernsehfilm)

### Serien
- 2006: South Beach (Gastrolle)
- 2008: Greek (2 Episoden)
- 2009: Mental (Gastrolle)
- 2009: Law & Order: Special Victims Unit (Gastrolle)
- 2009: CSI: Miami (Gastrolle)
- 2012: Audrey (6 Episoden)
- 2013: Justified (Gastrolle)
- 2013: Being Human (6 Episoden)
- 2013: Grey’s Anatomy (2 Episoden)
- 2013: Masters of Sex (Gastrolle)
- 2015–2016: Scream (11 Folgen)
- 2017: Tote Mädchen lügen nicht (13 Reasons Why, Statist)
- 2018: Criminal Minds (Gastrolle)